# Markus Wildauer
Markus Wildauer, né le 25 mai 1998 à Schlitters, est un coureur cycliste autrichien.

## Biographie
Markus Wildauer a commencé à jouer au football à l'âge de six ans, mais a ensuite perdu tout intérêt pour ce sport. Comme son père et son oncle étaient des pratiquants de cyclisme, il a suivi leur exemple. Il rejoint le RC Tirol par l'intermédiaire d'un camarade de classe.
En 2015, il termine quatrième du championnat d'Autriche du contre-la-montre juniors (moins de 19 ans). L'année suivante, il remporte le titre et termine quatrième du classement général du Trofeo Karlsberg, une course réputée du calendrier international des juniors. En 2018, il gagne une étape du Giro Ciclistico d'Italia et devient champion d'Autriche du contre-la-montre espoirs (moins de 23 ans). En 2017, il rejoint l'équipe continentale autrichienne Tirol. Aux championnats d'Europe sur route espoirs en 2018, il remporte le bronze sur le contre-la-montre espoirs. L'année suivante, il est vice-champion d'Autriche espoirs du contre-la-montre et de la course en ligne.
En 2020, il participe aux championnats du monde sur route chez les élites à Imola.

## Palmarès

### Par année
- 2014
  - 3e du championnat d'Autriche du contre-la-montre cadets
- 2016
  -  Champion d'Autriche du contre-la-montre juniors
- 2018
  -  Champion d'Autriche du contre-la-montre espoirs
  - 2e étape du Tour d'Italie espoirs
  -  Médaillé de bronze du championnat d'Europe du contre-la-montre espoirs
- 2019
  - 2e du championnat d'Autriche du contre-la-montre espoirs
  - 2e du championnat d'Autriche sur route espoirs
  - 9e du championnat du monde du contre-la-montre espoirs

### Classements mondiaux
| Année           | 2018 | 2019 |
| --------------- | ---- | ---- |
| UCI Europe Tour | 695e | 777e |